# Ибрагим-Султан
Ибрагим-Султан (1394 — 3 апреля 1435) — принц из династии Тимуридов, правитель Фарса (1415—1435), сын правителя Мавераннахра Шахруха и внук среднеазиатского завоевателя Тамерлана. Он был известен как художник и каллиграф, а также покровитель историка и поэта Шарафа ад-дина Язди, биографа Тимура.

## Биография
Второй сын Шахруха (1377—1447), младшего сына Тамерлана. В 1415 году Ибрагим-Султан получил во владение от своего отца Шахруха область Фарс (Персия).
Ибрагим-Султан был выдающимся художником, страстным каллиграфом и большим коллекционером книг. Известный своей наблюдательностью в вопросах религии, он лично начертал благочестивые надписи в двух медресе, которые он основал в Ширазе, и по меньшей мере на пяти экземплярах Корана. Сохранился рукописный Коран в двух томах, написанный им шрифтом насх и законченный в июне 1427 года. Эта двухтомная рукопись является примером рукописных произведений периода ранних Тимуридов. Она хранилась в небольшой комнате на вершине Ворот Корана в Ширазе. Путешественники, проходившие под воротами, как считалось, получали благословение святой книги, когда они начинали своё путешествие в Шираз или из Шираза. В 1937 году два Корана были сняты с ворот и доставлены в музей Парса в Ширазе, где они остаются и по сей день.

## Семья

### Жёны
У Ибрагим-Султана было четыре жены:
- Михр Султан Ага, дочь Алу Чухра Сарикташа;
- Фатима Султан Ага, дочь Амирака Каучина;
- Джахан Беги Ага, дочь Абдуллы Таифи;
- Беги Султан Ага, дочь Баязида Сивиша.

### Сыновья
У Ибрагим-Султана было четверо сыновей:
- Султан Исхак Мирза, от Фатимы Султан Аги;
- Султан Мухаммад Мирза, от Джахан Беки Аги;
- Исмаил Мирза, от Беги Султан Аги;
- Султан Абдулла Мирза, от Михр Султан Аги.

### Дочери
У Ибрагима было две дочери:
- Рукайя Беги Бегум, от Михр Султан Аги;
- Зайнаб Султан Бегум, от Фатимы Султан Аги.